# Иванырс
Иванырс — река в России, протекает по Пензенской области. Правый приток реки Сура.

## География
Река Иванырс берёт начало в районе села Вышелей. Течёт на северо-запад. Устье реки находится у села Иванырс в 552 км по правому берегу реки Сура. Длина реки составляет 35 км, площадь водосборного бассейна — 413 км.
Основные притоки: Каменка, Дижа (правые) и Вышелей, Осинка, Чертеим (левые).

## Данные водного реестра
По данным государственного водного реестра России относится к Верхневолжскому бассейновому округу, водохозяйственный участок реки — Сура от Сурского гидроузла и до устья реки Алатырь, речной подбассейн реки — Сура. Речной бассейн реки — (Верхняя) Волга до Куйбышевского водохранилища (без бассейна Оки).
Код объекта в государственном водном реестре — 08010500312110000036159.